# Deník N
Deník N – czeski dziennik założony w 2018 roku. W dni powszednie wychodzi w postaci drukowanej i jest również dostępny w płatnej formie cyfrowej.
Projekt informacyjny bazuje na systemie słowackiego Denník N.
W 2019 roku pismo liczyło ponad 11 tys. subskrybentów. Serwis internetowy był notowany w rankingu Alexa globalnie na miejscu: 63 969 (grudzień 2020), w Czechach: 223 (grudzień 2020).
Według stanu na 2020 rok funkcję redaktora naczelnego pełni Pavel Tomášek.